# Séminaire des Eudistes de Caen
Pour les articles homonymes, voir Eudistes (homonymie) et Caen (homonymie).
Le séminaire des Eudistes de Caen est l'un des premiers séminaires fondés à Caen par Jean Eudes. Le bâtiment, construit dans la deuxième partie du XVIIe siècle sur la place Royale (actuelle place de la République), a été transformé en hôtel de ville pendant la Révolution française. À partir du XIXe siècle, il a abrité également le musée des Beaux-Arts de Caen et la bibliothèque municipale. Il a été totalement détruit en 1944 pendant la bataille de Caen et n'a pas été reconstruit.

## Situation
Le site du séminaire se trouve dans le centre-ville ancien de Caen. Il occupe la partie ouest de la place de la République. Il est également délimité par les rues Jean-Eudes, Saint-Laurent et Auber. Il correspond sur le cadastre actuelle à la parcelle KX0060 et à une partie de la place de la République.

## Historique

### De la construction du séminaire à la Révolution
En 1643, Jean Eudes quitte la Congrégation de l'Oratoire et s'installe dans une maison de la rue des Jésuites en face de l'abreuvoir Saint-Laurent. Il y fonde avec quelques frères qui l'ont suivi la Congrégation de Jésus et Marie et ouvre un séminaire. Ils aménagent les locaux en construisant notamment une chapelle. L'institution est fermée par l'évêque de Bayeux, Mgr Molé, avant d'être rétablie en 1652 par son successeur, Mgr Servient. Mais la « vieille Mission » est devenue trop exiguë. L'évêque de Bayeux fait alors l'acquisition en 1658 du lot de terrains à l'ouest de la place Royale en cours d'aménagement pour que Jean Eudes fasse construire un nouveau séminaire.

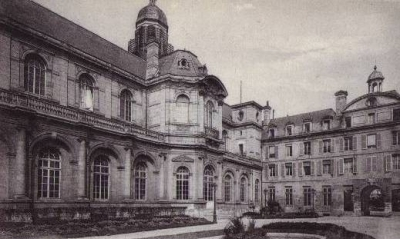
L'église depuis la cour d'honneur

La première pierre de l'église est posée le 20 mai 1664. Jean Eudes décide de dédier l'édifice aux Très Saints Cœurs de Jésus et Marie, cette dédicace étant confirmée en 1674 par le pape Clément X. Menés par Guillaume Brodon, les travaux sont interrompus au moins à quatre reprises faute de moyens financiers suffisants. Trois jours après la mort de Jean Eudes, survenue le 19 août 1680, son corps est inhumé dans le chœur de l'église encore en construction. Il est déposé dans un cercueil en plomb recouvert par une dalle de marbre blanc sur laquelle est gravée cette épitaphe
 :

L'église est finalement consacrée le 23 novembre 1687.
La construction du séminaire proprement dit ne commence que le 1er septembre 1691, plus de dix ans après la mort de Jean Eudes, et se termine en février 1703. Mgr François de Nesmond contribue financièrement à son érection et ses armoiries sont gravées sur la porte d'entrée du séminaire. À gauche de l'église, s'élève le grand séminaire, destiné à la formation des jeunes gens qui se destinent à la prêtrise ; à droite, le bâtiment accueille le petit séminaire, internat fréquenté par de jeunes garçons dont certains deviennent ensuite les élèves du grand séminaire. En 1731, une nouvelle aile est construite à la place de bâtiments utilitaires couverts de chaume ; la première pierre, posée le 2 juillet 1731, a été retrouvée en 1953 lorsque le tracé de la rue Jean Eudes a été modifié. À cette époque, le plan du séminaire prend la forme d'un E.
La façade fermant la place Royale reprend l'ordonnancement caractéristique du classicisme français. Cette harmonie d'ensemble est rompue par la façade de la chapelle ; comme l'église Sainte-Catherine-des-Arts (actuelle Notre-Dame-de-la-Gloriette) construite à proximité entre 1684 et 1689, l'église des Très-Saints-Cœurs-de-Jésus-et-Marie s'inspire de l'église du Gesù et la croisée du transept est surmontée d'un lanternon.
Quand Jean Eudes meurt en 1680, le séminaire de Caen contrôle quatre autres séminaires en Normandie et un à Rennes. La congrégation continue ensuite sa progression et, au moment où la Révolution française éclate, le séminaire de Caen est à la tête d'un réseau de seize séminaires disséminés dans le nord-ouest de la France.

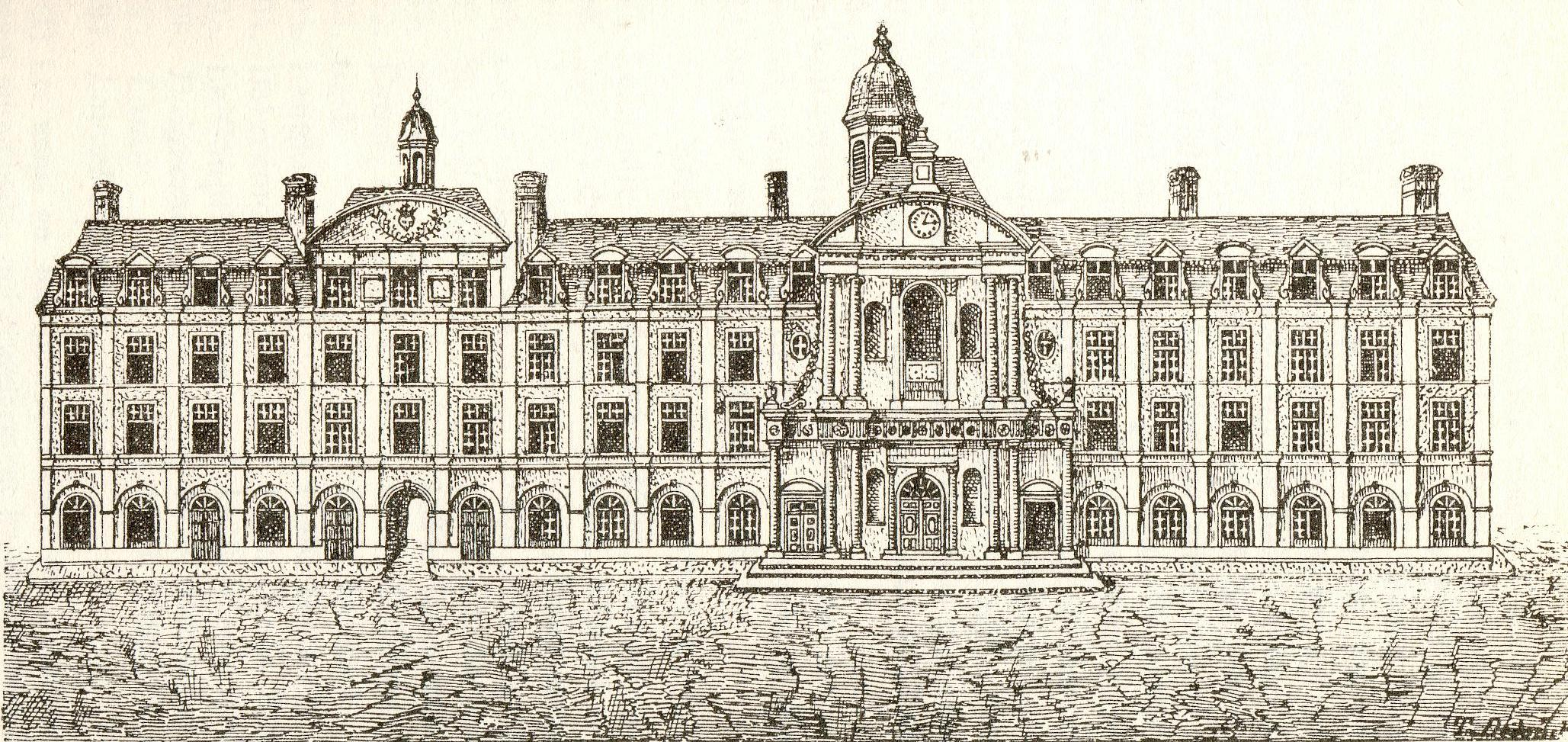
Gravure extraite de l'ouvrage de Guillaume-Stanislas Trébutien

### La sécularisation du séminaire après la Révolution
Le 13 février 1790, les ordres religieux sont supprimés et, le mois suivant, leurs biens sont mis en vente. Les autorités municipales, installées depuis les années 1750 dans l'hôtel d'Escoville, soumissionnent pour l'acquisition du séminaire et de ses dépendances afin d'y installer l’administration de la ville, du district et du département. L'affaire traine en longueur du fait de l’ambiguïté du statut des eudistes et de leur séminaire. Les locaux sont finalement adjugés à la Ville le 12 janvier 1792. La salle du conseil est aménagée dans une pièce du premier étage du petit séminaire ; dans les cartouches et les médaillons du plafond, Luchet peint les portraits de Normands célèbres ou de personnes ayant marqué la ville par leur bienfait : François de Malherbe, Jean Regnault de Segrais, Jacques Clinchamps de Malfilâtre, Michel Lasne, Graindorge, Charles de Bourgueville, Pierre-Daniel Huet, Samuel Bochart, Charles Mathieu Isidore Decaen... Pendant un temps, l'église sert de lieu de réunion pour la société populaire, de salle des mariages et de remise pour le matériel municipal. La société La Redoute, créé en 1800, donne dans la grande salle de l'hôtel de ville des représentations bimensuelles consacrées alternativement à la musique et à la danse. En 1810, les ossements de Jean Eudes sont transférés dans l'église Notre-Dame-de-la-Gloriette. Ensuite un plancher est construit dans l'église.
En 1829, la municipalité offre à la Société philharmonique du Calvados des locaux dans l'ancien séminaire afin d'y établir une école de musique privée. En 1833, la municipalité reprend ses locaux et l'école déménage dans le quartier Saint-Jean avant de fermer deux ans plus tard. Dans les années 1850, une nouvelle école, municipale cette fois-ci, est ouverte dans la partie sud-ouest de l'hôtel de ville sur la rue Saint-Laurent (ancêtre de l'actuel conservatoire à rayonnement régional de Caen). Les lieux sont exigus et la promiscuité entre les différentes classes instrumentales rend le lieu mal approprié aux besoins de
l'enseignement musical. Au premier étage, le conservatoire possède également une bibliothèque.
Le rez-de-chaussée de l'ancienne église est transformé en salle de réception. La salle est occupée notamment par la Société philharmonique de Caen qui y tient régulièrement des concerts. En 1858, la salle est redécorée à l'occasion de la venue de Napoléon III en route pour Cherbourg. Selon Guillaume-Stanislas Trébutien, « ses voûtes ornées de moulures en cuivre doré, ses colonnes et ses portes dorées, ses glaces, ses lustres et ses girandoles en font une belle salle de concert ou de bal. ».
Le premier étage de l'ancienne chapelle est divisé en trois salles dans lesquelles sont transférés en 1809 les fonds de la bibliothèque municipale. La bibliothèque prend donc la forme d'une croix latine longue d'environ 48 m sur 26 m (149 pieds de long sur 80 de large). L'entrée de la bibliothèque est éclairée par un vitrail représentant Charles de Bourgueville. Dans la grande salle, sont suspendus 39 portraits représentants des hommes illustres de Caen, comme Malherbe, de Bras, Segrais, Samuel Bochart, Pierre-Daniel Huet, l'abbé De la Rue ou Jacques Crevel.
Le 2 décembre 1809, le musée des Beaux-Arts de Caen est officiellement ouvert dans l'aile gauche de l’hôtel de ville, parallèle à l'ancienne chapelle. En 1861, une nouvelle aile est construite par Gustave Auvray en collaboration avec l'architecte de la ville, Émile Guy, afin d'agrandir les locaux destinés à la bibliothèque, au musée et à l'école des Beaux-Arts de Caen.
Sont déposés dans la cour plusieurs œuvres d'art :
- En 1862, les deux groupes sculptés Les dénicheurs, offerts par Auguste Jean Baptiste Lechesne, sont installés dans la cour. Vingt ans plus tard, Les dénicheurs sont retirés pour être installés dans le square place de la République.
- Deux autres groupes d'Auguste Lechesne, Combat et frayeur et Victoire et reconnaissance, sont installés dans la cour [25]. Réalisées en ciment de Dreux, ces œuvres se détériorent rapidement et sont remplacées en 1880 par le Centaure et Bacchante d'Arthur Le Duc[26],[27].
- Le groupe sculpté, Centaure et Bacchante d'Arthur Le Duc, médaillé au salon de 1879, est acheté par l'État avec la participation de la ville pour le musée des beaux-arts[28]. Il est installé l'année suivante dans la cour du musée[26],[note 4].
- En 1933, un monument en l'honneur du compositeur Gabriel Dupont, né à Caen, est installé dans la cour du musée, côté nord, en face du Centaure et Bacchante[29],[note 5].

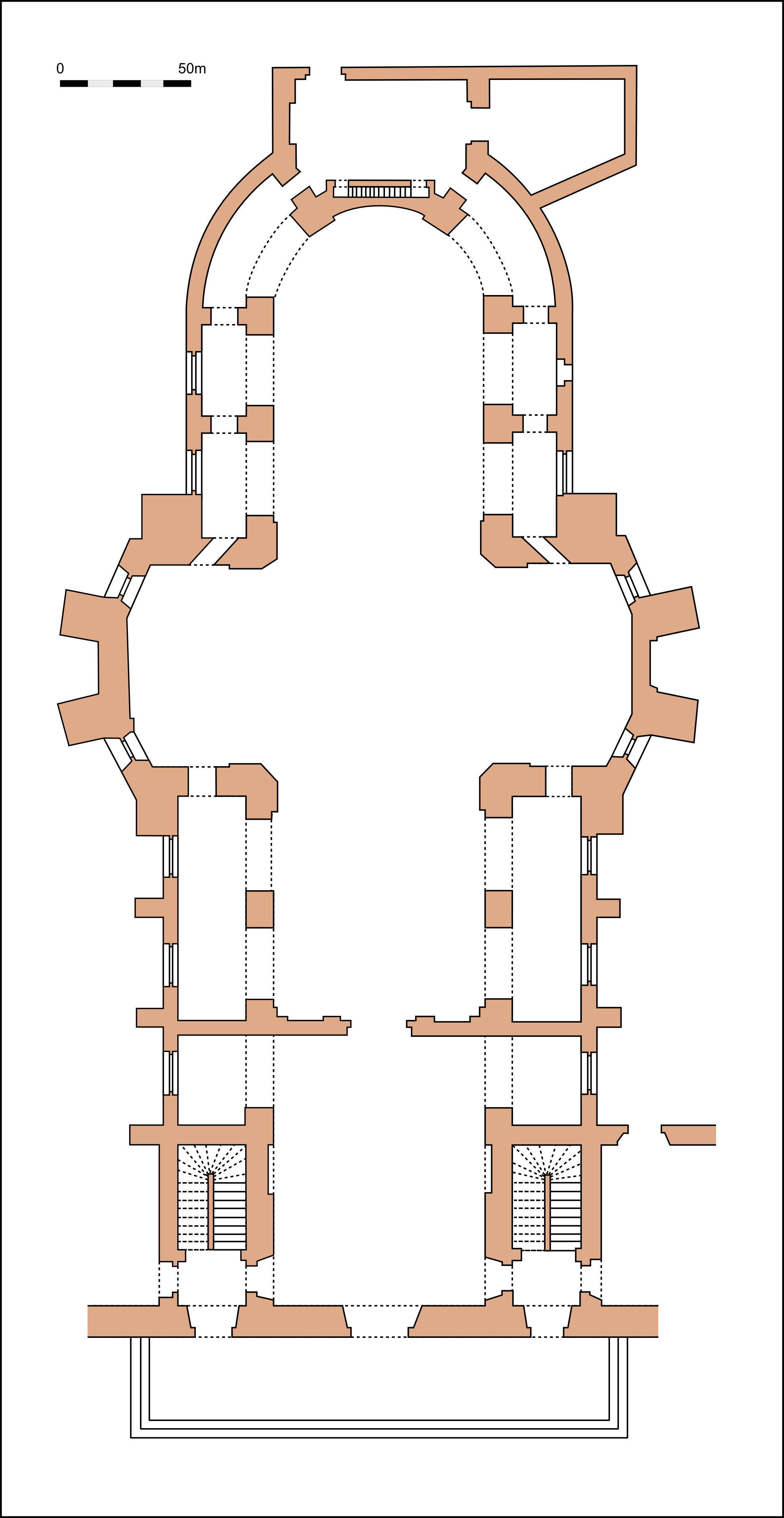
Plan de l'ancienne église en 1807
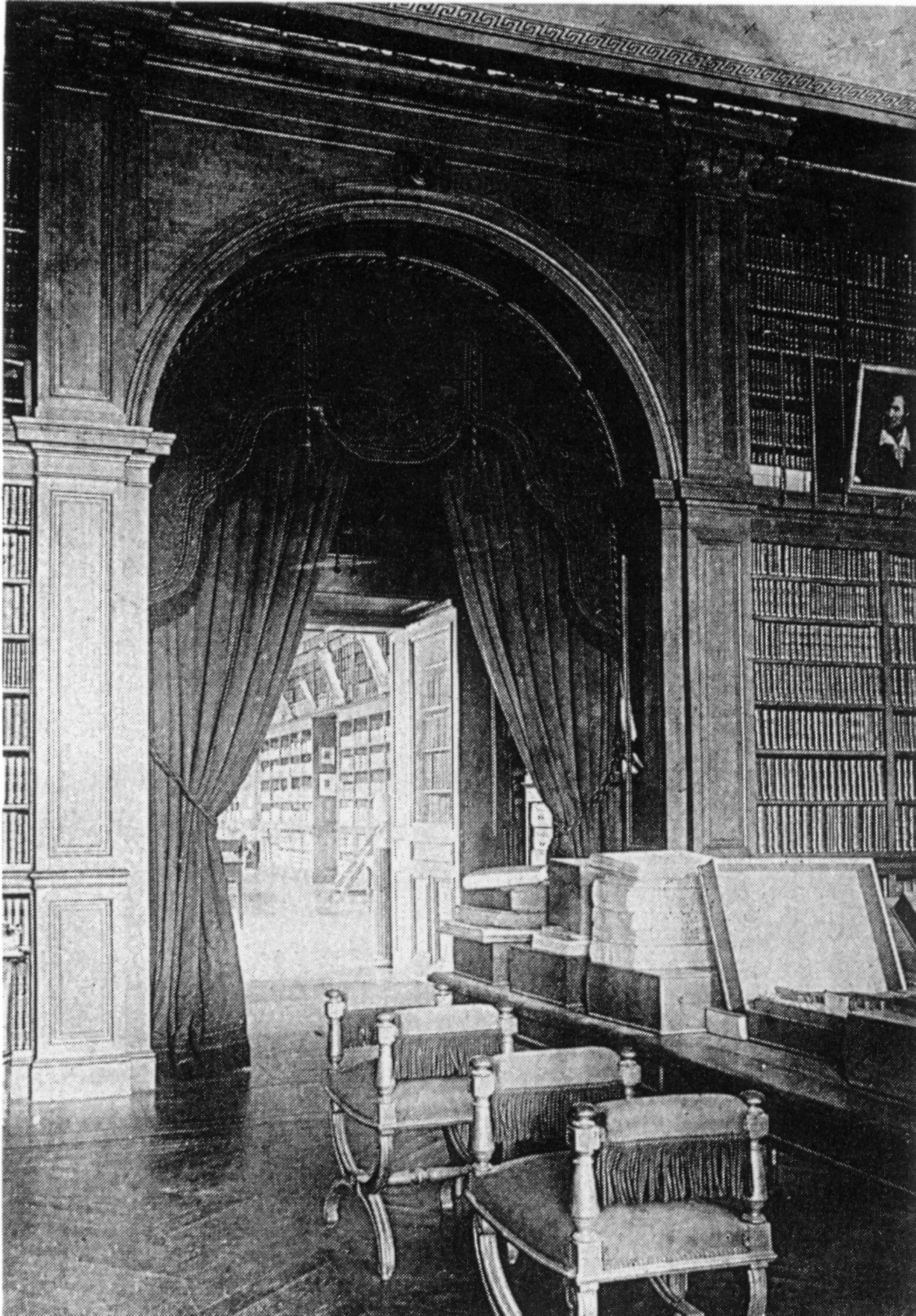
La bibliothèque en 1896
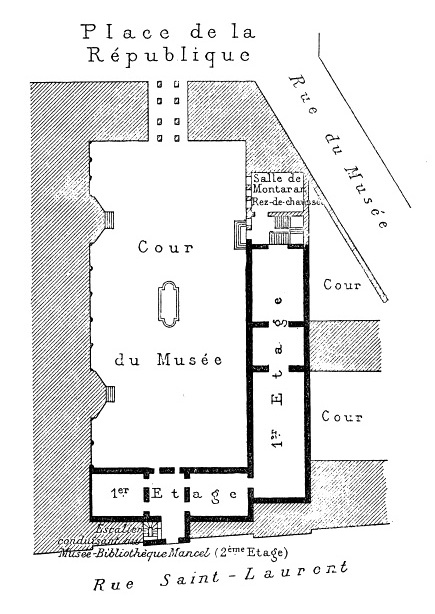
Plan du musée en 1893
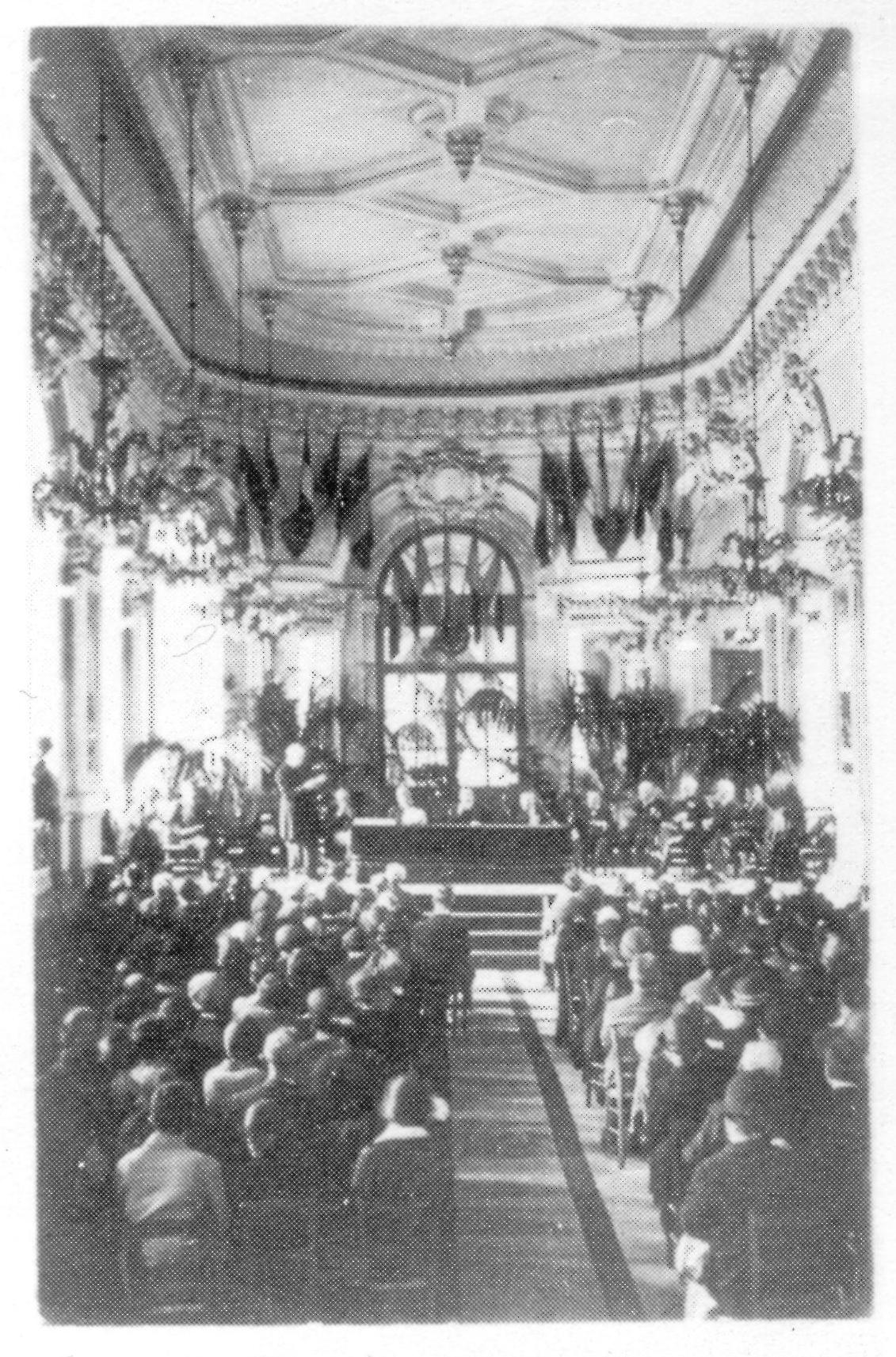
La salle de réception en 1918

### Le site après la destruction du séminaire lors de la Seconde Guerre mondiale
Le 7 juin 1944, l'ancien séminaire est en grande partie détruit et le dernier bombardement aérien des Alliés, le 7 juillet, détruit ce qui était encore resté debout. En 1950, Marc Brillaud de Laujardière présente un projet visant à reconstruire sur le site l'hôtel de ville, la bibliothèque municipale et le musée des Beaux-Arts. Le projet, modifié plusieurs fois, est rejeté par le conseil municipal et, en 1954, il est définitivement abandonné. Un parking arboré a été aménagé à l'emplacement de l'ancien séminaire.
Seules quelques pierres des fondations de l'église témoignent de la présence du bâtiment. Toutefois le site de l'ancien séminaire est toujours réservé dans le plan local d'urbanisme actuellement en vigueur pour un équipement public qui
permettrait de retrouver les volumes et les perspectives de la place de la République et ainsi restituer le niveau de centralité que pouvait connaître la place de la République avant guerre. La construction de la future médiathèque régionale d'agglomération sur le site est envisagée dans les années 2000, mais elle est finalement construite sur la presqu'ile portuaire. Lors de la campagne pour les élections municipales de 2014, Joël Bruneau, candidat finalement élu, désigne le site pour accueillir une halle de produits frais et régionaux.
Dans le cadre d'un projet de maquette virtuelle représentant la ville de Caen à la fin des années 1930, une application a été produite pour visualiser le séminaire des Eudistes de Caen dans son état avant-guerre.
En janvier 2016, la Ville dévoile les grandes lignes d'un projet de centre commercial, comprenant une halle dite gourmande, sur le site de l'ancien séminaire. De premiers sondages archéologiques sont effectués en juin 2016. Le 8 juillet 2016, les deux lauréats pour la construction du centre commercial sont désignés. La partie du site en bordure de la place de la République fait l'objet d'une fouille préventive en octobre 2018 avant le creusement d'un bassin de rétention des eaux. Du 1er septembre 2021 au 17 décembre 2021, le reste du site fait également l'objet d'une fouille préventive préalable aux travaux du nouveau centre commercial. Ce projet est mis en pause en mars 2022. Il est définitivement abandonné le 11 mars 2025. D'avril à juin 2025, des ateliers de concertation sont organisés en vue de transformer la parcelle en jardin public.

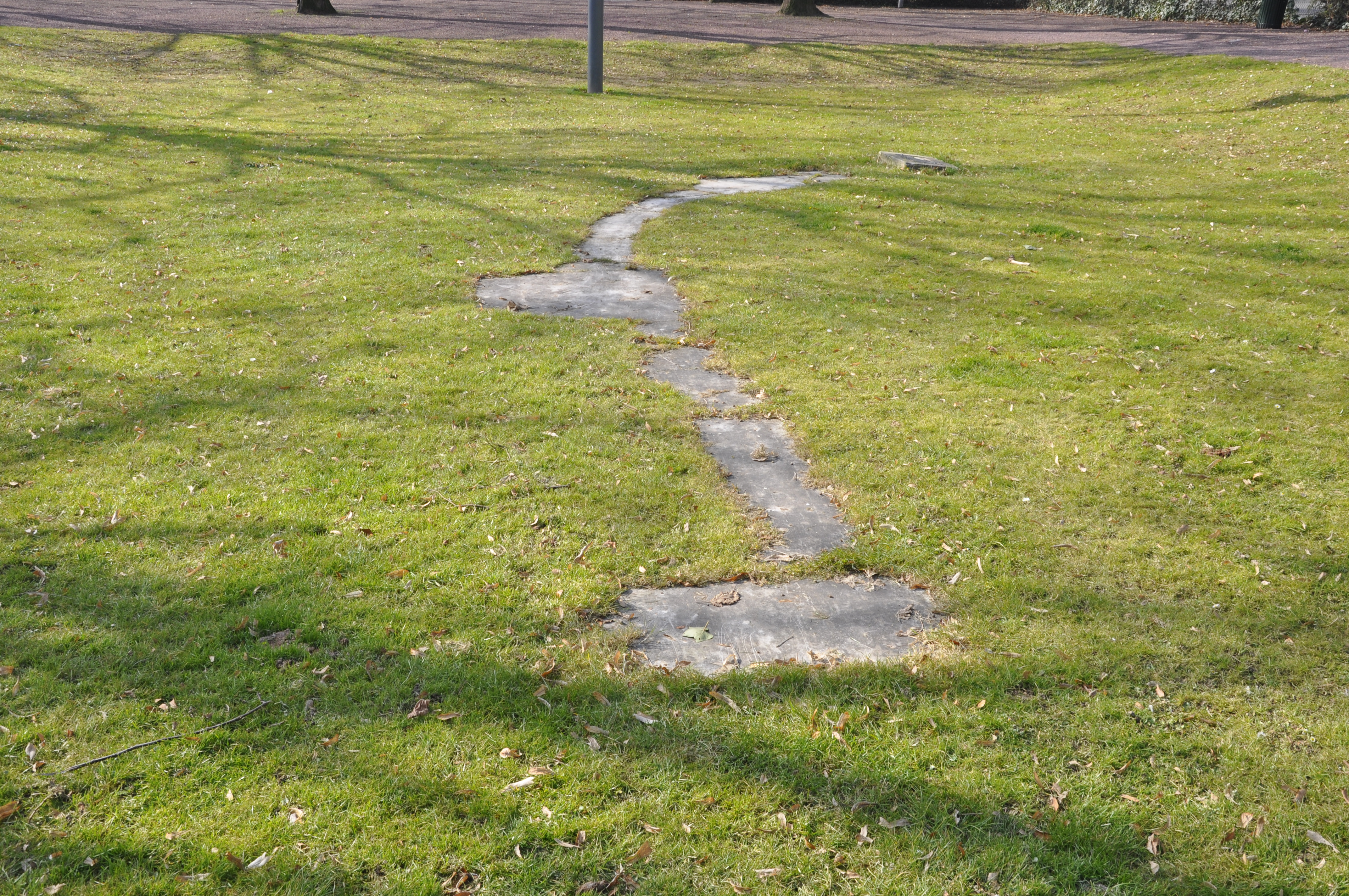
Vestiges du séminaire des Eudistes avant les travaux de 2021
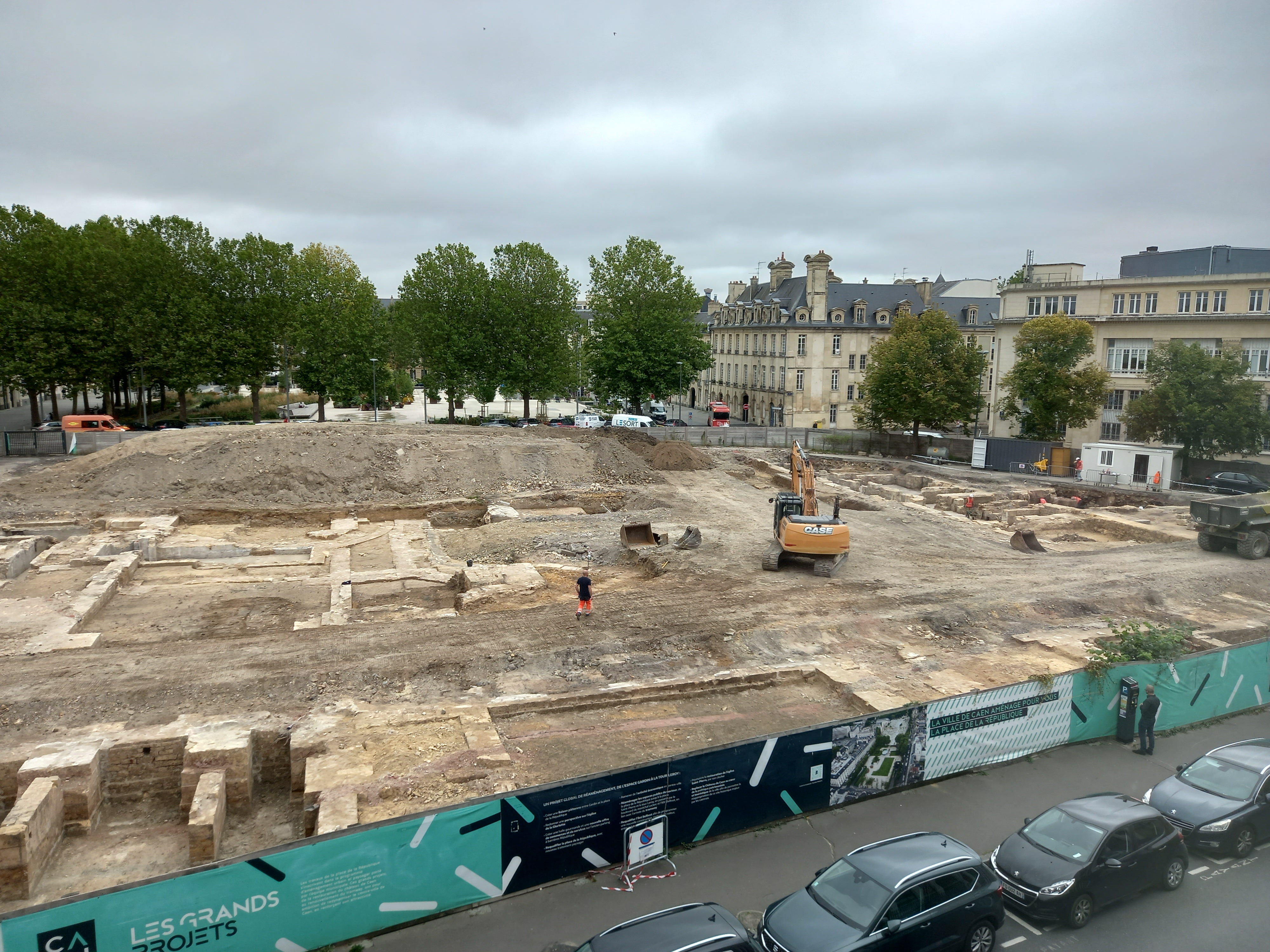
Fondations du séminaire des Eudistes lors de la fouille de 2021